# Dalnik
Dalnik (en ucraniano: Дальник, romanizado: Dalnyk) es un pueblo ucraniano perteneciente al óblast de Odesa. Situado en el suroeste del país, es parte del raión de Odesa y centro del municipio (hromada) homónimo.

## Toponimia
El nombre del asentamiento en otros idiomas de importancia en el pueblo también es Dalnik (en ruso: Дальник).   

## Geografía
Dalnik se encuentra a orillas del río Baraboi, 9 km al este de Ovídiopol y 40 km al suroeste de Odesa.  

## Historia
El pueblo fue fundado en 1883. Durante el Holodomor (1932-1933), murieron 12 residentes del pueblo.
En la masacre de Odesa, 20.000 judíos fueron detenidos en Odesa por orden del líder rumano Ion Antonescu en represalia por la voladura del cuartel general de las tropas rumanas en la ciudad. Al día siguiente fueron conducidos a Dalnik, donde fueron asesinados el 23 de octubre de 1941.Otros aproximadamente 45.000 judíos de Odesa fueron enviados al campo de concentración de Bogdanovka, donde fueron asesinados.

## Demografía
La evolución de la población de Dalnik entre 1989 y 2001 fue la siguiente:
| 880                                                           | 1241 |
| (Fuente: Cities & Towns of Ukraine y UKRAINE: Größere Städte) |      |

Según el censo de 2001, la lengua materna de la mayoría de los habitantes, el 83,72%, es el ucraniano; y del 12,73%, el ruso.

## Infraestructura

### Transporte
La carretera territorial T–16–41 atraviesa el pueblo.